# Porcelette
Porcelette – miejscowość i gmina we Francji, w regionie Grand Est, w departamencie Mozela.
Według danych na rok 1990 gminę zamieszkiwały 2 322 osoby, a gęstość zaludnienia wynosiła 173 osoby/km² (wśród 2335 gmin Lotaryngii Porcelette plasuje się na 189. miejscu pod względem liczby ludności, natomiast pod względem powierzchni na miejscu 403.).